# Méricourt (Yvelines)
Méricourt ist eine französische Gemeinde mit 378 Einwohnern (Stand 1. Januar 2022) im Département Yvelines in der Region Île-de-France. Sie gehört zum Kanton Bonnières-sur-Seine im Arrondissement Mantes-la-Jolie. 

## Geographie
Die Gemeinde liegt ungefähr 20 Meter über Meereshöhe am linken Ufer der Seine. Sie grenzt im Westen und im Norden am Freneuse, im Osten an Mousseaux-sur-Seine, im Süden an Saint-Martin-la-Garenne und im Südwesten an Rolleboise. 

## Bevölkerungsentwicklung
| Jahr      | 1962 | 1968 | 1975 | 1982 | 1990 | 1999 | 2008 | 2014 |
| --------- | ---- | ---- | ---- | ---- | ---- | ---- | ---- | ---- |
| Einwohner | 299  | 211  | 266  | 309  | 359  | 360  | 394  | 405  |

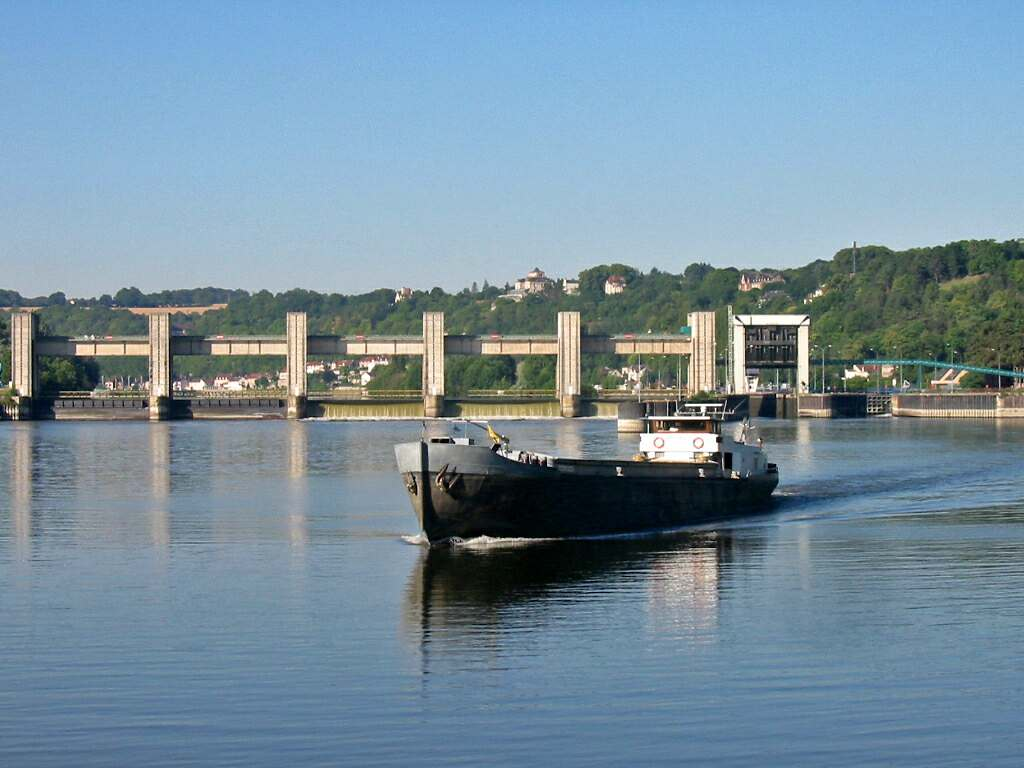
Staustufe an der Seine
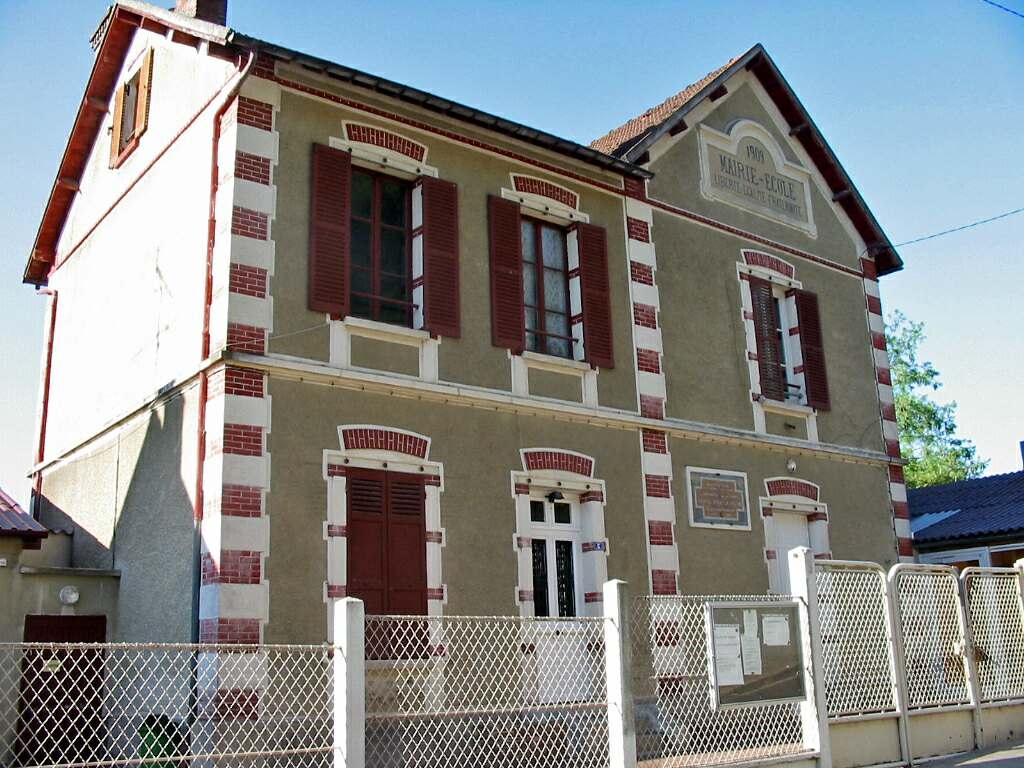
Mairie
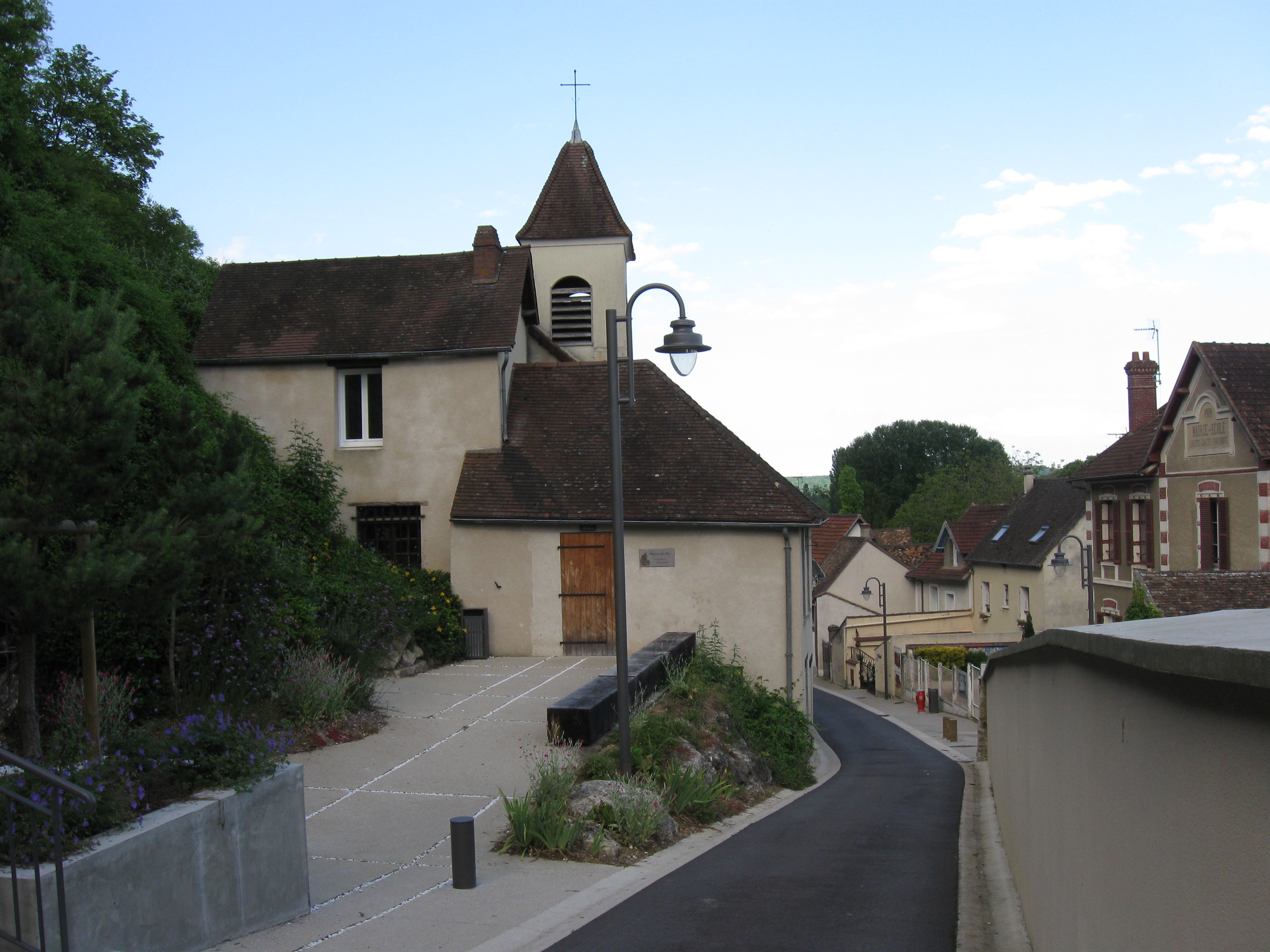
Geburtskirche (Église de la Nativité)